# Tityus argentinus
Tityus argentinus es una especie de escorpión que se distribuye en Argentina.

## Características y hábitat
T. argentinus se distribuye en las provincias del norte argentino: Salta, Jujuy y Chaco. Miden entre (5 cm y 8 cm), el color de su abdomen es gris, sus patas y quelíceros son de color amarillo, mientras que su aguijón es de color negro. En su hábitat natural prefieren lugares húmedos o polvorientos para eso se esconden bajo de piedras, ladrillos y maderas. Son más activos durante las noches calurosas cuando salen a cazar, también suelen ingresar a las casas por las alcantarillas o por los desagües en busca de alimentos. Se alimentan generalmente de diversos invertebrados terrestres como arañas, cucarachas, bichos bolitas, escarabajos y grillos.

## Veneno
Tityus argentinus no es agresivo, solo pica si se lo intenta capturar o accidentalmente si se lo comprime sobre la piel.
Su veneno es peligroso como el de las otras especies de escorpiones, ya que el aguijón cuenta con glándulas venenosas que producen neurotoxinas que pueden afectar los tejidos del sistema nervioso e incluso provocar la muerte. En Jujuy y Salta se reportaron varios casos de afectados por la picadura de este arácnido.